# Fissur (Zahn)

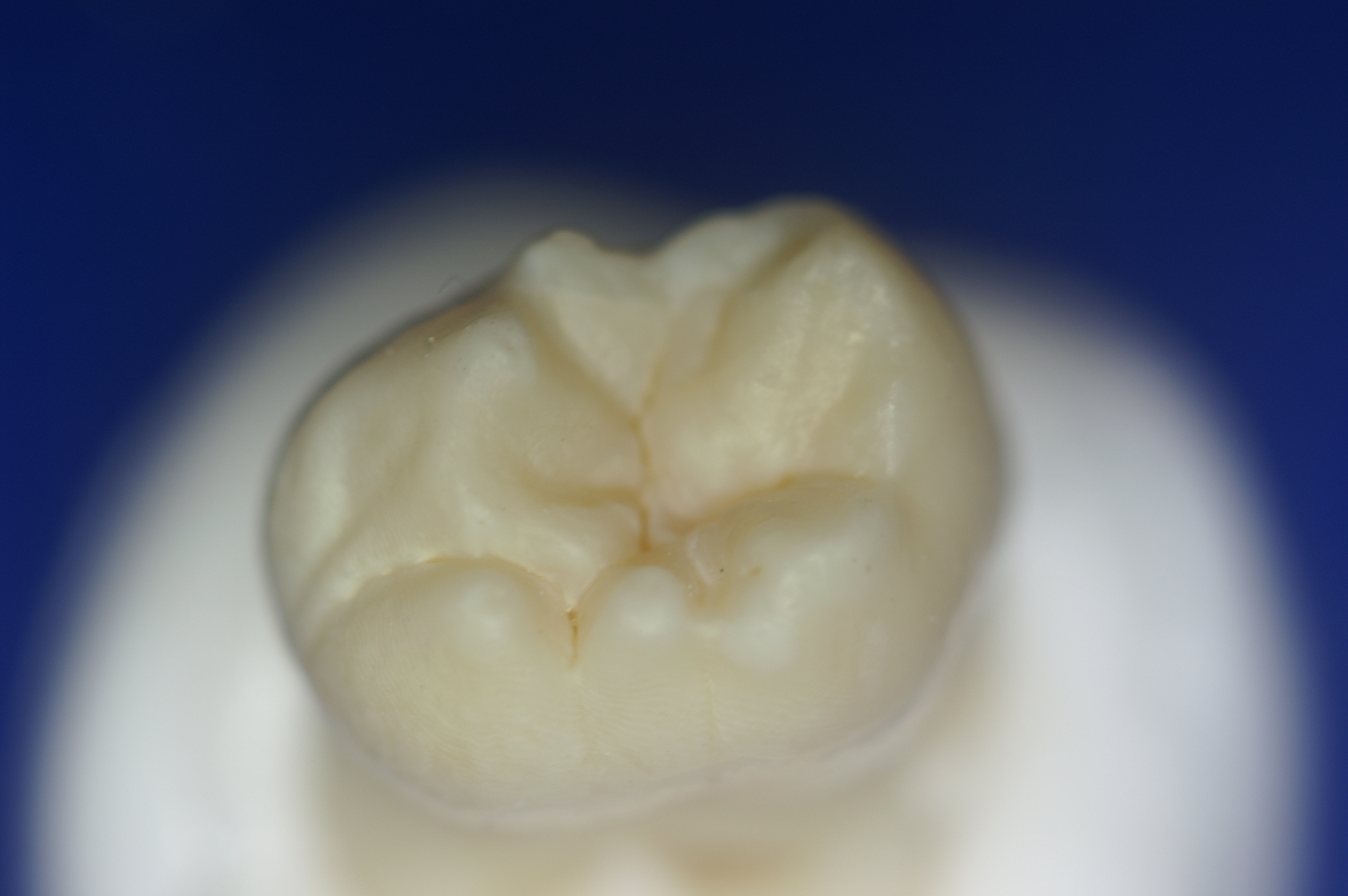
Zahnfissuren

Als Fissur (lateinisch fissura ‚Spalte‘, ‚Furche‘, ‚Einschnitt‘) bezeichnet man die Grübchen im Kauflächenrelief der Seitenzähne. Im Gegensatz dazu nennt man die Erhebungen „Höcker“.
Die Zähne weisen in der Regel eine Hauptfissur auf, die in Längsrichtung verläuft und deswegen Längsfissur genannt wird. Analog dazu bezeichnet man die vielen kleineren quer verlaufenden Fissuren als Querfissuren.

## Entstehung
Die Mineralisationszentren der Zähne, das sind die Zonen, bei denen die Zahnhartgewebsbildung beginnt, liegen im Bereich der späteren Höckerspitzen und Randleisten (das sind die Oberkanten der Kauflächen, die zum vorderen und hinteren Nachbarzahn – falls vorhanden – zeigen). Von hier aus beginnt die präeruptive (d. h. vor dem Zahndurchbruch) Bildung des Zahnschmelzes (Enamelum), der sich in alle Richtungen ausbreitet. Treffen zwei dieser Mineralisationsfronten aufeinander, wird das Gewebe gestaucht, ähnlich wie bei der Plattentektonik. Das Gewebe stülpt sich ein, es entstehen Gräben oder Trichter, die später auf der Kaufläche als Fissuren wahrzunehmen sind.

## Fissurenkaries
Nach dem Zahndurchbruch können die Fissuren durch Mikroorganismen besiedelt werden. Da Fissuren manchmal sehr tief (bis zu 1 mm) und sehr schmal (50 μm) sein können, ist eine effektive Reinigung häufig unmöglich.
Kariogene (d. h. kariesverursachende) Bakterien können in die Fissuren eindringen, den an dieser Stelle dünneren Zahnschmelz angreifen und tief in die Krone eindringende Fissurenkaries verursachen.
Fissurenkaries zu erkennen ist schwierig, da sie häufig von außen nicht sichtbar ist (Die Schmelzoberfläche kann völlig intakt sein) und die zahnärztliche Diagnose durch die Enge der Fissuren zusätzlich erschwert wird. Auch Röntgenbilder sind ungenau, da der dicke Schmelzmantel der Zahnkrone Strahlung absorbiert und kleine Kariesläsionen oft überschattet.
Deshalb kann der Zahnarzt bei kariesgefährdeten Personen kurz nach dem Zahndurchbruch die noch kariesfreien Fissuren mit einem dünnflüssigen Kunstharz- oder Kompositmaterial versiegeln, um die Besiedlung durch die Mundflora zu verhindern (Fissurenversiegelung). Ist die Fissur bereits besiedelt, muss diese erst gereinigt und eventuell durch Beschleifen etwas erweitert werden (erweiterte oder invasive Fissurenversiegelung).
Es gibt Studien, in denen der weitere Verlauf kleiner kariöser Strukturen nach dem Einschließen durch Versiegelungen, also ohne Opfern von Zahnsubstanz, beobachtet wurde. Überwiegend zeigten sich Verlangsamungen, Stoppen oder sogar Rückgänge der Karies.